# Brčići (Tinjan)
Brčići (Tinjan) is een plaats in de gemeente Tinjan in de Kroatische provincie Istrië. De plaats telt 104 inwoners (2001).